# Chauvincourt-Provemont
Chauvincourt-Provemont is een gemeente in het Franse departement Eure (regio Normandië) en telt 293 inwoners (1999). De plaats maakt deel uit van het arrondissement Les Andelys.

## Geografie
De oppervlakte van Chauvincourt-Provemont bedraagt 10,8 km², de bevolkingsdichtheid is 27,1 inwoners per km².

## Geschiedenis
De gemeente Chauvincourt-Provemont is ontstaan in 1974 door de fusie van de voormalige gemeenten Chauvincourt en Provemont.
De onderstaande kaart toont de ligging van Chauvincourt-Provemont met de belangrijkste infrastructuur en aangrenzende gemeenten.

## Demografie
Onderstaande figuur toont het verloop van het inwonertal (bron: INSEE-tellingen).

Opm. De cijfers voor 1975 geven de opgetelde bevolkingsaantallen van de toenmalige zelfstandige gemeenten Chauvincourt en Provemont aan.
1. ↑  Populations de référence 2022.